# Margaret Skinnider

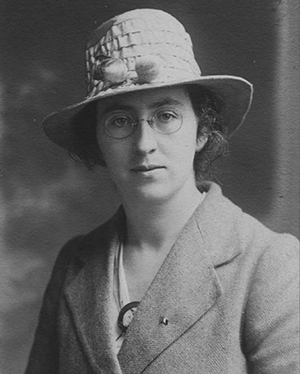
Margaret Skinnider in Glasgow, circa 1914

Margaret Frances Skinnider (* 28. Mai 1892 in  Coatbridge, Schottland; † 11. Oktober 1971 in Dublin, Irland) war eine irische Lehrerin, Aktivistin und Frauenrechtlerin. Sie kämpfte während des Osteraufstands 1916 in Dublin unter anderem als Scharfschützin und war die einzige Frau, die dabei verwundet wurde.

## Leben und Werk

Margaret Skinnider. Bild aus ihrer Veröffentlichung von 1917

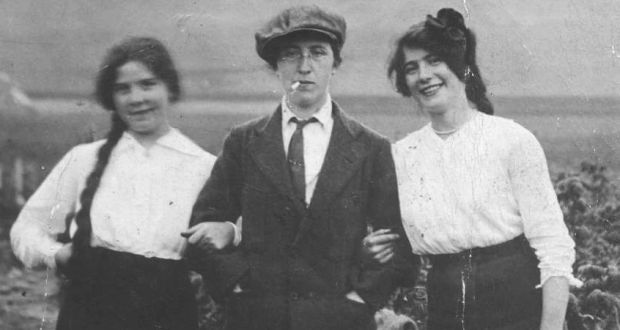
Margaret Skinnider als Mann verkleidet. Sie war während des irischen Aufstands von 1916 Mitglied der Bürgerarmee

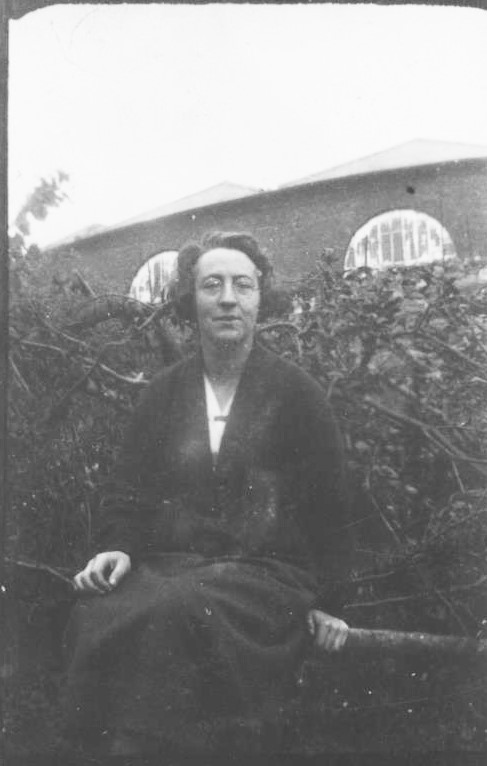
Margaret Skinnider in der North Dublin Union, 1923

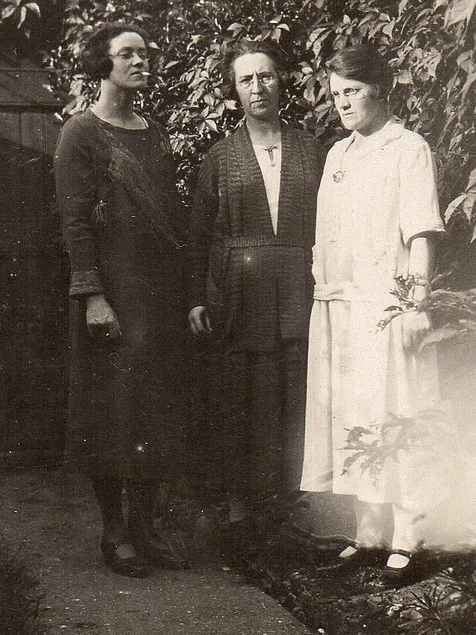
Die irischen Republikanerinnen Brigid O’Keeffe, Margaret Skinnider und Nora O’Keeffe, August 1925

Skinnider war das zweitjüngste Kind von sechs Kindern des irischen Einwanderers James Skinnider aus County Monaghan und seiner Frau Jane Dowd aus County Meath. Skinnider machte eine Ausbildung zur Mathematiklehrerin und unterrichtete an der Saint Agnes School in Glasgow. 1914 lernte sie das Schießen, als sie an Kursen eines Schützenvereins teilnahm, der Frauen für die Verteidigung Großbritanniens im Ersten Weltkrieg ausbildete.
Sie war Mitglied der Gaelic League und des Cumann na mBan in Schottland, einer Frauenorganisation, die gegründet wurde, um die Sache der irischen Freiheit voranzutreiben.

## Osteraufstand 1916
In Vorbereitung auf den Osteraufstand 1916 war sie aktiv am Schmuggel von Zündern und Bombenbauausrüstung, Waffen und Munition von Glasgow nach Dublin beteiligt. Weihnachten 1915 reiste sie auf Einladung von Constance Markievicz nach Dublin. Auf dieser Bootsreise trug sie Sprengzünder in ihrem Hut und unter ihrem Mantel Drähte um ihren Körper gewickelt. Sie blieb an Deck, um die Bomben nicht versehentlich zu zünden.
Skinnider kam eine Woche vor dem Aufstand in Dublin an, um bei Markievicz zu wohnen. Sie verbrachte auch einige Zeit in Dublin, um zusammen mit ihrer Freundin Madeline Ffrench-Mullen Dynamit zu testen. Über Markievicz und eine weitere Freundin, Helena Molony, kam Skinnider mit einem der Anführer des Aufstands, James Connolly, in Kontakt. Als Scharfschützin schloss sie sich der Irish Citizen Army an, der einzigen Organisation, in der Männer und Frauen gleichberechtigt Seite an Seite kämpften.
Während des Aufstands war sie im Stephen’s Green Bataillon und später im Royal College of Surgeons unter Kommandant Michael Mallin und der zweiten Kommandantin Markievcz stationiert. Sie arbeitete auch als Kundschafterin und Meldereiterin und als ihre Truppe von Stephen’s Green zum College of Surgeons zog, war sie als Scharfschützin tätig. Am Donnerstag der Osterwoche beauftragte Mallin sie mit einer Mission, bei der fünf Männer des College of Surgeons zwei Gebäude niederbrannten, um den Rückzug der britischen Truppen abzuschneiden. Während der Mission wurde sie dreimal angeschossen. Sie war die einzige Kämpferin, die während des Aufstands im Einsatz verwundet wurde.

## Reise in die USA
Nach ihrer Rückkehr nach Schottland konnte sie aufgrund ihrer Verletzungen nicht mehr unterrichten. Im Dezember 1916 reiste sie mit dem Schiff nach New York, wo sie bei vielen Kundgebungen sprach, um Unterstützung für die Republikanische Bewegung zu gewinnen. 1917 und 1918 reiste sie im Auftrag von Cumann na Ban durch die USA und stand in Kontakt mit anderen irischen Frauen in Amerika, darunter Nora Connolly und Hanna Sheehy-Skeffington. Während dieser Zeit schrieb sie ihr Buch, einen persönlichen Bericht über die Osterwoche, der im Wesentlichen zu Propagandazwecken verfasst wurde.

## IRA Quartermaster General
Skinnider kehrte im April 1919 nach Dublin zurück, wo sie für Cumann na mBan und die IRA arbeitete. Sie organisierte Erste-Hilfe-Schulungen, verteilte Geld für Angehörige von Gefangenen, führte Waffenrazzien durch und bot flüchtigen Menschen Unterschlupf. Während des Angriffs auf die Four Courts war sie Kurierin für einige der ranghöchsten Mitglieder der Irish Republican Army (IRA), darunter Liam Mellows und Cathal Brugha.
Nach dem Tod von Harry Boland übernahm Skinnider dessen Posten als IRA Quartermaster General, die einzige Frau, die einen solchen Rang in der Organisation innehatte. Sie wurde am Weihnachtstag 1922 im Besitz eines Revolvers festgenommen und im Mountjoy-Gefängnis inhaftiert. Als die Zahl der republikanischen Frauen im Mountjoy-Gefängnis zunahm, verschlechterten sich die Bedingungen und zwölf von ihnen, darunter Skinnider, traten aus Protest in einen Hungerstreik. Die Frauen wurden dann in das Internierungslager der North Dublin Union verlegt. Im November 1923 wurde sie aus dem Gefängnis entlassen und blieb trotz der zunehmenden Unterdrückung der Frauen in Irland. Sie begann als Angestellte bei der Larkinite Workers'’Union of Ireland zu arbeiten, die sich von der Irish Transport and General Workers’ Union (ITGWU) abgespalten hatte.
1925 beantragte Skinnider eine Rente aufgrund der 1916 erlittenen Verwundungen und als Mitglied der irischen Bürgerarme. Der Antrag wurde 1925 abgelehnt, weil das Armeerentengesetz von 1923 laut dem Verteidigungsminister „nur für Soldaten im allgemein männlichen Sinne“ galt. 1938 wurde ihr die Rente schließlich gewährt, und ihr Erfolg führte dazu, dass viele andere Frauen ebenfalls eine Rente erhielten. Trotz ihrer anhaltenden Verletzung erhielt sie die Genehmigung des Pensionsausschusses erst, nachdem Éamon de Valera 1938 an die Macht gekommen war.

## Irish National Teachers Organisation
Skinnider arbeitete von 1927 bis zu ihrer Pensionierung 1961 als Lehrerin an der King’s Inn Street School in Dublin. Sie wurde eine aktive Gewerkschafterin bei der Irish National Teachers Organisation (INTO), die sich für Frauenrechte und gleiche Löhne einsetzte. Von 1949 bis 1961 war sie Mitglied des Zentralvorstands der INTO und wurde 1956 Präsidentin.
Als INTO-Aktivistin kämpfte sie für bessere Bezahlung und Arbeitsbedingungen für alle Lehrer, aber zu einer Zeit, als Lehrerinnen durch das Heiratsverbot diskriminiert wurden und es unter männlichen Lehrern großen Widerstand dagegen gab, dass Frauen den gleichen Lohn wie sie erhalten sollten, war Skinnider eine der wenigen Aktivistinnen in der Organisation. Das Thema war in den Jahren unmittelbar nach 1947 besonders umstritten, als die Lohnskala nach dem Lehrerstreik vorsah, dass alleinstehende männliche und weibliche Lehrer den gleichen Lohn erhielten. Die männlichen Lehrer waren vehement dagegen und konnten sich dank ihrer überwältigenden Mehrheit im Kongress und in der Exekutive die Unterstützung der INTO für ihre Sache sichern.
Sie war bis 1963 Mitglied des Exekutivrats des Irish Congress of Trade Unions (ICTU). Als der ICTU einen Frauenbeirat einrichtete, der ihn bei den Problemen beraten sollte, mit denen Frauen in der Gewerkschaftsbewegung konfrontiert waren, wurde sie zu dessen Vorsitzender ernannt und trat 1964 bei ihrer Pensionierung zurück. Auf dem Kongress von 1963 wies sie die Delegierten darauf hin, dass die ICTU-Untersuchungen über die möglichen Auswirkungen eines Beitritts Irlands zur EWG auf Dinge wie Gehälter ergeben hätten, dass die Lohnunterschiede zwischen Männern und Frauen viel größer seien als in den OEEC-Ländern, die christlich und überwiegend katholisch seien. Auf ihrem letzten Kongress als Delegierte im darauffolgenden Jahr 1964 war sie immer noch eine der Vorkämpferinnen für gleiche Bezahlung und verwies erfolglos auf die UNO, die Römischen Verträge, die ILO und den IGB.
Sie lebte bis zu O’Keeffes Tod im Jahr 1962 mit ihrer Partnerin Nora O’Keeffe zusammen.
Skinnider starb im Oktober 1971 und ist auf dem Republican Plot neben Markievicz auf dem Glasnevin Cemetery begraben. Sie war nach Markievicz und James Connollys Witwe erst die dritte Frau, die im Republican Plot beerdigt wurde.

## Veröffentlichungen
- Doing my Bit for Ireland. Kessinger Publishing, 2008, ISBN 978-1-4369-4681-0.[4]